# Vliegbasis Saint-Hubert
De vliegbasis van Saint-Hubert (ICAO: EBSU) ligt in de Belgische provincie Luxemburg. Zij bevindt zich ten noordoosten van de stad Saint-Hubert. Zij werd aangelegd in de vroege jaren 50 als reserve NAVO-vliegveld. Vlakbij, iets meer naar het westen ligt het burgervliegveld (ICAO: EBSH).

## Ontstaan
Vanaf 1952 werden er in België, op verzoek van de NAVO, zes reservevliegvelden aangelegd (Bertrix-Jehonville, Malle-Zoersel, Ursel, Weelde, Zutendaal en Saint-Hubert). Voor deze alternatieve vliegvelden stelde SHAPE (Supreme Headquarters Allied Powers Europe, het centrale commandocentrum van de NAVO) een aantal criteria op. Saint-Hubert voldeed echter niet volledig aan deze normen. Zo ontbrak bijvoorbeeld een parallelle start- en landingsbaan die geschikt was voor noodsituaties. De minimum voorgeschreven baanlengte van 2440 m werd wel bereikt en zelfs overschreden toen tussen 1958 en 1961 de start- en landingsbaan werd verlengd met 400 m tot 2599 m.

## Infrastructuur
Het vliegveld bezit één start- en landingsbaan van 2599 meter lang en 45 meter breed bestaande uit betonplaten en georiënteerd in de 7/25 richting. De hoogte bedraagt 588 meter (1930 feet). In de 25-richting is er naderingsverlichting aanwezig die zich nog in een redelijke staat bevindt. Ook de baandrempelverlichting bestaat nog. Alle andere vliegveldverlichting is verdwenen.
Aan de westelijke ingang van het vliegveld staan twee hangars met een oppervlakte van 200 m². Naast de taxibaan werden twee personeelsverblijven met een oppervlakte van 50 m² opgetrokken.
Tussen de taxibaan en de landingsbaan, op 300 meter van de baandrempel in de 7-richting, bevindt zich een bunker met een koepel uit doorzichtige kunststof. Vanuit deze bunker konden de landingsbaan en taxiweg geobserveerd worden en werd de baanverlichting bediend.

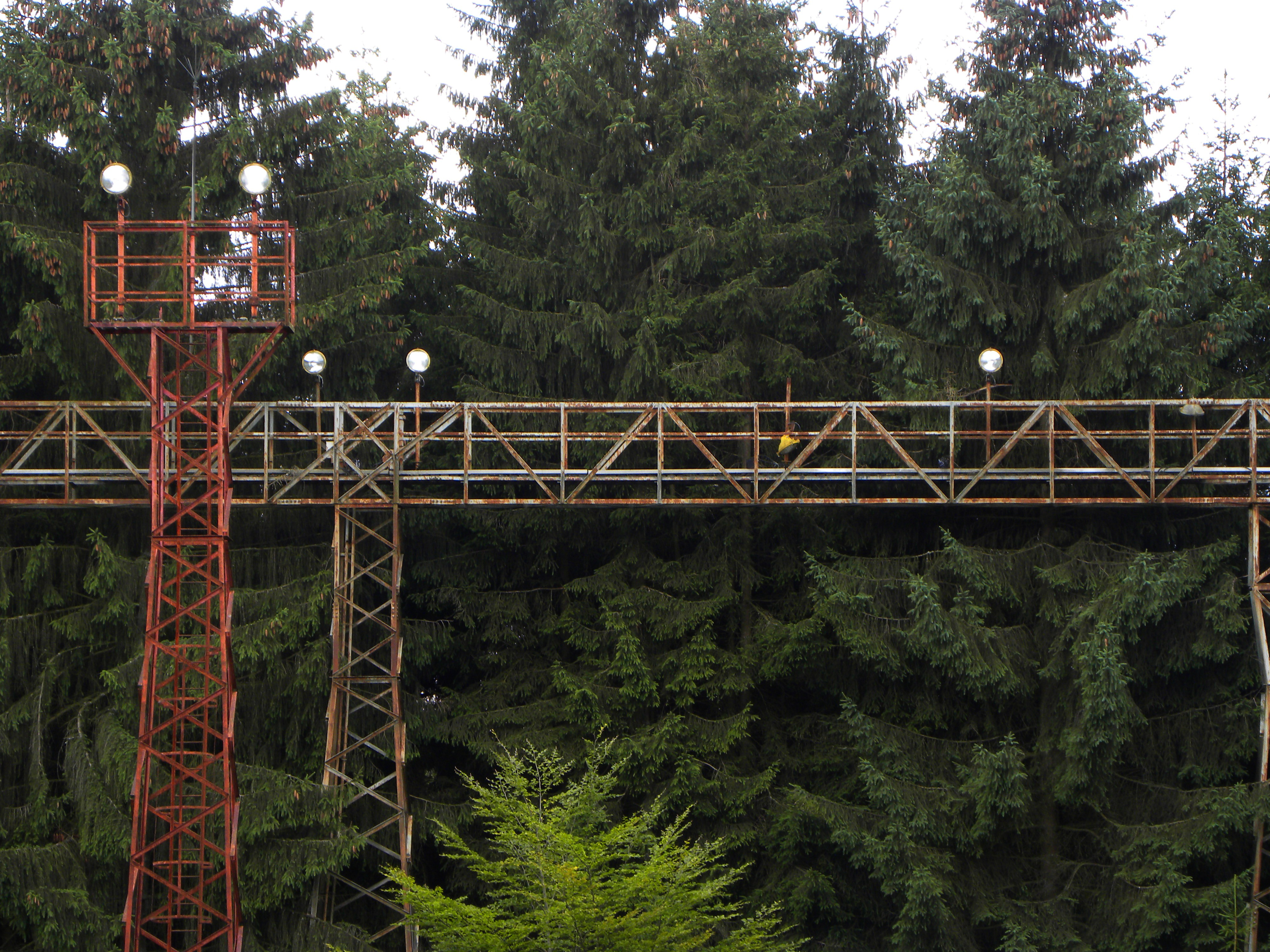
Naderingsverlichting in de 25-richting

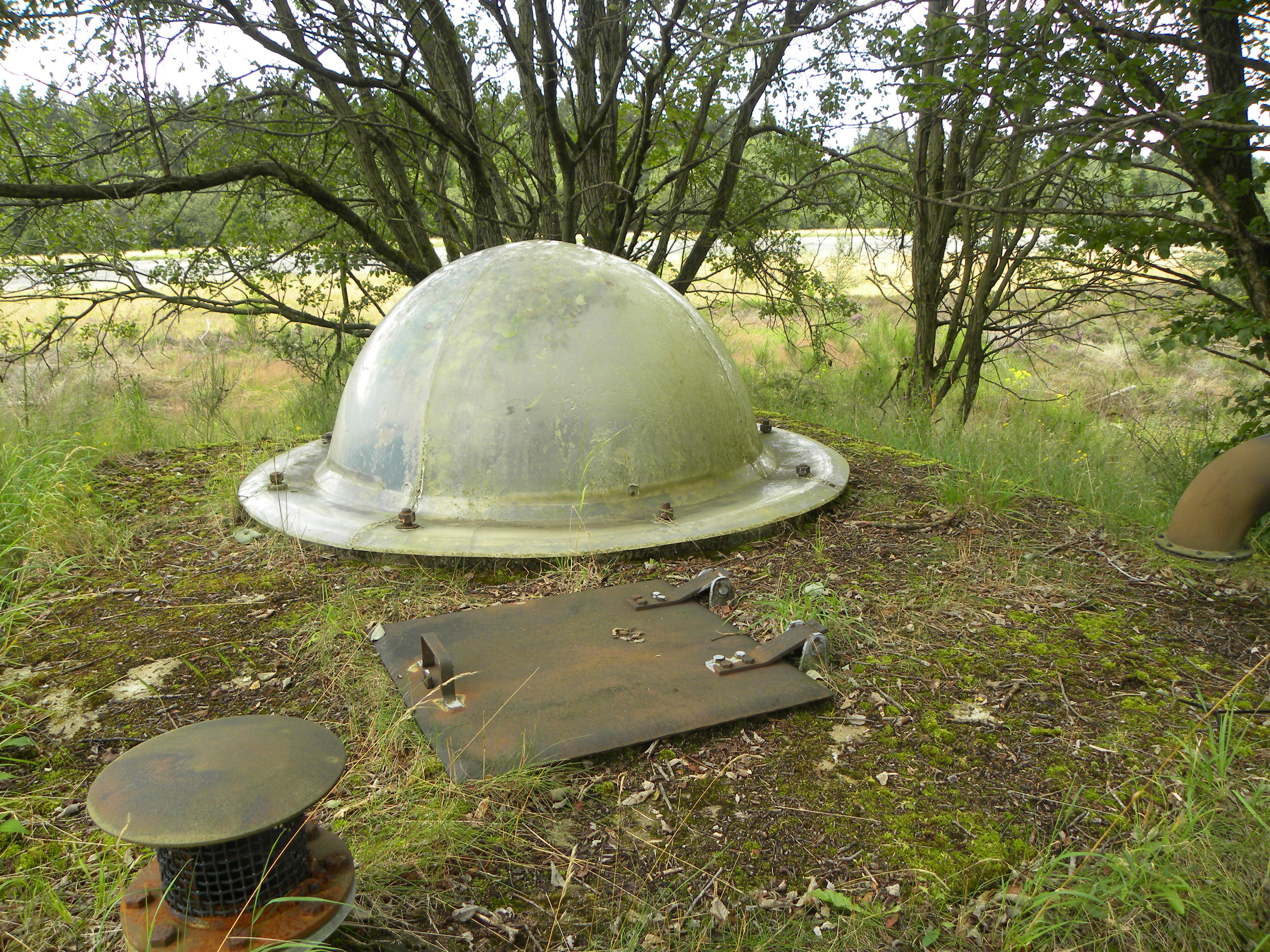
Bunker met observatiekoepel

## Gebruik
Op 11 februari 1957 gaf SHAPE aan 1 Air Division (de bijdrage van de Canadese luchtmacht aan de NAVO) de goedkeuring om, op het Belgische grondgebied, Saint-Hubert en Bertrix-Jehonville te gebruiken als uitvalsbasissen. De bedoeling van deze oefening was om het vliegend materieel over verschillende vliegvelden te verspreiden voor het geval er een massale aanval zou gebeuren. Als gevolg van deze overeenkomst werd Saint-Hubert in 1959 voor het eerst gebruikt als basis voor een squadron van de Royal Canadian Air Force, bestaande uit vliegtuigen van het type Sabre. In 1966 werd de basis door de Canadezen ontruimd en overgedragen aan de Belgische krijgsmacht.
Tussen 1969 en 1993 werd het vliegveld elk jaar gedurende een aantal weken gebruikt door de voormalige School Licht Vliegwezen, toen gelegerd bij het vliegveld van Brasschaat (ICAO: EBBT), in het noorden van de Belgische provincie Antwerpen. Tijdens deze sessies werden piloten opgeleid om zich te bekwamen in Voltac (Vol Tactique: tactische vlucht) met helikopters van het type Alouette II. Piloten oefenden tijdens deze vluchten het vliegen op lage hoogte door brandlanen, het wegduiken achter de begroeiing en het bespieden van de vijand.
Defensie gebruikt het vliegveld occasioneel voor militaire oefeningen. Zo werd bijvoorbeeld in 2011 de basis gebruikt voor de volgende activiteiten:
- oefeningen om ontsmettingsstations te installeren,
- oefeningen voor het ontplooien van transmissie-eenheden,
- het voorbereiden van eenheden die vertrekken voor een operationele opdracht,
- training van Forward Air Controller (persoon die, meestal vanop de grond, de vliegtuigen naar het te vernietigen doel leidt, en ervoor zorgt dat het eigen personeel niet wordt geraakt),
- training van honden van ontmijners,
- het testen van logistieke ontplooiingen en
- het uitvoeren van sporadische helikopterlandingen om piloten te trainen.

Bovendien wordt het vliegveld ook opengesteld voor burgeractiviteiten zoals vliegmeetings en, in de vakantiemaanden, kampen van jeugdbewegingen.

## Natuurgebied
De Waalse overheid beschouwt de omgeving rond het vliegveld als een waardevol natuurgebied. De magere grond bevat een groot aantal planten- en diersoorten. Het meest westelijke waterreservoir langs de zuidzijde van het vliegveld bezit een grote biodiversiteit.

## Trivia
Op 31 december 2013 probeerden een aantal personen een rave-party te organiseren in een van de hangars op het vliegveld. De huisbewaarder, die in de nabijheid verbleef, merkte dit op een verwittigde de politie. De organisatoren werden van het veld verwijderd vooraleer de party van start kon gaan. Een deel van het feestmateriaal bleef achter op het domein.

### Hoogte
Rond de vliegbasis bereikt de hoogte van het massief rond Saint-Hubert een hoogte van ongeveer 590 meter. Hiermee is dit veruit het hoogste punt van de regio.

## Huidige toestand
Er werden sinds 1992 geen investeringen meer gedaan in het vliegveld en de bijhorende infrastructuur.